# Kalinowa (województwo wielkopolskie)
Kalinowa – wieś w Polsce położona w województwie wielkopolskim, w powiecie tureckim, w gminie Turek.
W latach 1975–1998 miejscowość administracyjnie należała do województwa konińskiego.
Przez wieś przepływa rzeka Kiełbaska. W 2014 roku wyremontowana została remiza OSP Kalinowa i w planach jest wybudowanie boiska, w ramach programu Orlik 2012.